# Aegiochus quadratisinus
Aegiochus quadratisinus är en kräftdjursart som först beskrevs av Richardson 1903.  Aegiochus quadratisinus ingår i släktet Aegiochus och familjen Aegidae. Inga underarter finns listade i Catalogue of Life.